# 柴田徳衛
柴田 徳衛（しばた とくえ、1924年1月29日 - 2018年5月14日）は、日本の経済学者。東京経済大学名誉教授。専門は、財政学・都市論・都市政策。

## 来歴
東京都生まれ。実家は江戸時代に遡る建材商であった。1947年9月、東京帝国大学経済学部卒業。学部卒業後そのまま大学院に進むが、1年足らずの在籍で退学し、大蔵省に入省。管財局にて勤務。1949年6月に新設された（旧）東京都立大学人文学部助手として着任した。
1951年、奨学資金を得て渡米し、9月にラトガース大学修士課程に入学、1年でMAを取得した。1952年9月からコロンビア大学博士課程に転じ、1953年7月まで在籍した。このとき、カール・シャウプ、ウィリアム・ヴィックリーの指導を受けた。帰国後、専任講師、助教授と昇進し、1967年に都市財政講座の教授となる。
この間、1963年に都留重人一橋大学経済研究所教授の提案で、宮本憲一金沢大学助教授らと、公害研究委員会を設立。これが、のちに日本環境会議の母体となった。
1971年に当時の美濃部亮吉都知事に請われ東京都企画調整局長に就任、美濃部都政のブレーンとなる。1974年には公害研究所（現・環境科学研究所）所長となり、ゴミ問題、排ガス規制問題などに取り組む。この間、1977年に「現代都市論：その経済的分析」により東京大学から経済学博士号を取得している。1979年の美濃部都政の終焉を受け、年度末を待って都庁を離れた。
1980年、東京経済大学経済学部教授。1994年、定年退職し、以降、個人事務所「柴田都市研究室」を主宰する。退職後、1995年に同大学から名誉教授の称を贈られた。
妻のベティ恵美子は金森通倫の三女とジャパン・タイムズ元社長で国際ロータリー元会長東ヶ崎潔（米国名ジョージ）との長女。

## 著書
詳細な業績目録は、『東京経大学会誌』190号所収。

### 単著
- 『東京：その経済と社会』（岩波書店、1959年）
- 『世界の都市をめぐって』（岩波書店、1964年）
- 『現代都市論』（東京大学出版会、1967年：第2版1976年）
- 『日本の都市政策：その政治経済学的考察』（有斐閣、1978年：新版1981年）
- 『都市経済論：世界の都市問題と財政』（有斐閣、1985年）
- 『都市と人間』（東京大学出版会、1985年）

### 共著
- （宮本憲一）『地方財政：現代資本主義と住民の生活』（有斐閣、1963年）
- （松田雄孝）『公害から環境問題へ：自然と人間の回復』（東海大学出版会、1976年）

### 編著
- 『都市経済』（筑摩書房、1971年）
- 『世界の都市政策』（岩波書店、1973年）
- Public finance in Japan （University of Tokyo Press, 1986）
- 『21世紀への大都市像：現状と課題』（東京大学出版会、1986年）
- Japan's public sector：how the government is financed （University of Tokyo Press, 1993）
- 『東京問題』（かもがわ出版、2007年）

### 共編著
- （小沢辰男）『地方自治体のしごと：行政部門別の問題点』（三一書房、1960年）
- （高橋誠）『財政学』（有斐閣、1968年：新版1980年、第3版1988年）
- （櫛田光男）『土地問題と土地政策』（鹿島研究所出版会、1972年）
- （置塩信雄・岩波一寛・中桐宏文）『現代財政論の再検討：林栄夫先生還暦記念』（有斐閣、1978年）
- （広岡治哉）『東京・ロンドンの研究：都市問題シンポジウムの記録』（法政大学出版局、1978年）
- （加納弘勝）『第三世界の人口移動と都市化』（アジア経済出版会、1983年）
- （加納弘勝）『第三世界の都市問題』（アジア経済研究所、1986年）
- （永井進・水谷洋一）『クルマ依存社会：自動車排出ガス汚染から考える』（実況出版、1995年）
- （中西啓之）『クルマと道路の経済学』（大月書店、1999年）
- （日野・市民自治研究所編、杉原泰雄・池上洋通）『21世紀をひらく市民自治』（自治体研究社、2003年）

### 訳書
- D.マッコンキィ『独占資本の内幕』（岩波書店、1955年）
- L.ヒューバーマン、P.M.スウィージー『キューバの社会主義〈上・下〉』（岩波書店、1969年）
- マーチン・アンダーソン『都市再開発政策：その批判的分析』（宮本憲一との監訳、鹿島研究所出版会、1971年）
- ニューヨーク圏計画協会、ウィリアム・A・コールドウェル編『都市政策への市民参加』（鹿島出版会、1975年）
- K.W.カップ『環境破壊と社会的費用』（鈴木正俊との共訳、岩波書店、1975年）
- ジェームズ・Q・ウィルソン編『現代の大都市問題：都市危機の分析』（柴田徳衛監訳、星野信也・板倉昭定訳、鹿島出版会、1976年）
- K.W.カップ『社会科学における総合と人間性』（斎藤興嗣との共訳、岩波書店、1981年）
- P.スウィージー『マルクス主義と現代』（岩波書店、1982年）